# South African Broadcasting Corporation

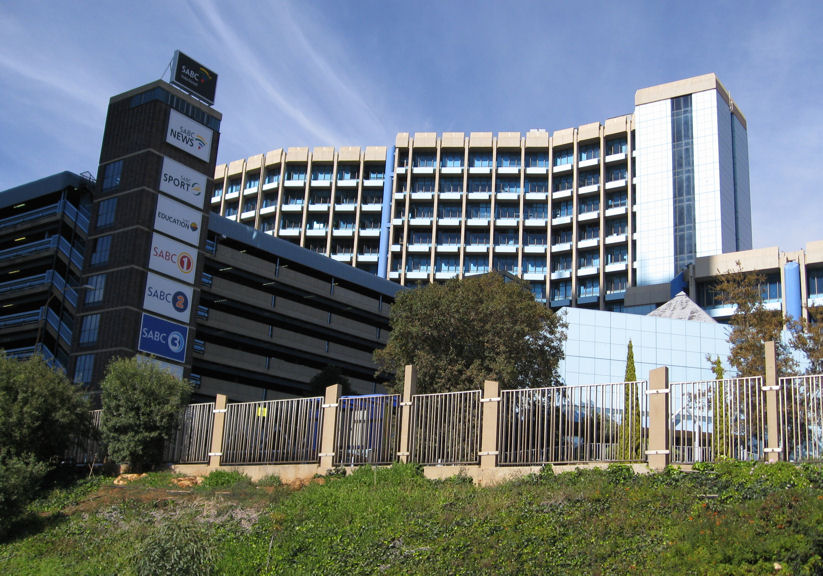
SABC:s huvudkontor i Johannesburg.

South African Broadcasting Corporation (på afrikaans Suid-Afrikaanse Uitsaaikorporasie, förkortat SABC) är Sydafrikas public servicebolag på radio och TV som grundades i 1936. Bolaget är statsägt och styrs av National Government Directory som är ansvarig för alla andra statsägda bolag och företag.
De första trådlösa sändningarna börjades redan år 1923 och 1927 började de första dagliga nyhetssändningarna på afrikaans. Parlamentet grundade SABC den 1 april 1936. Under 1960- och 1970-talet började sändningarna på valda afrikanska språk. Televisionssändningar börjades på 1970-talet efter regeringens försök att förhindra det under några år.

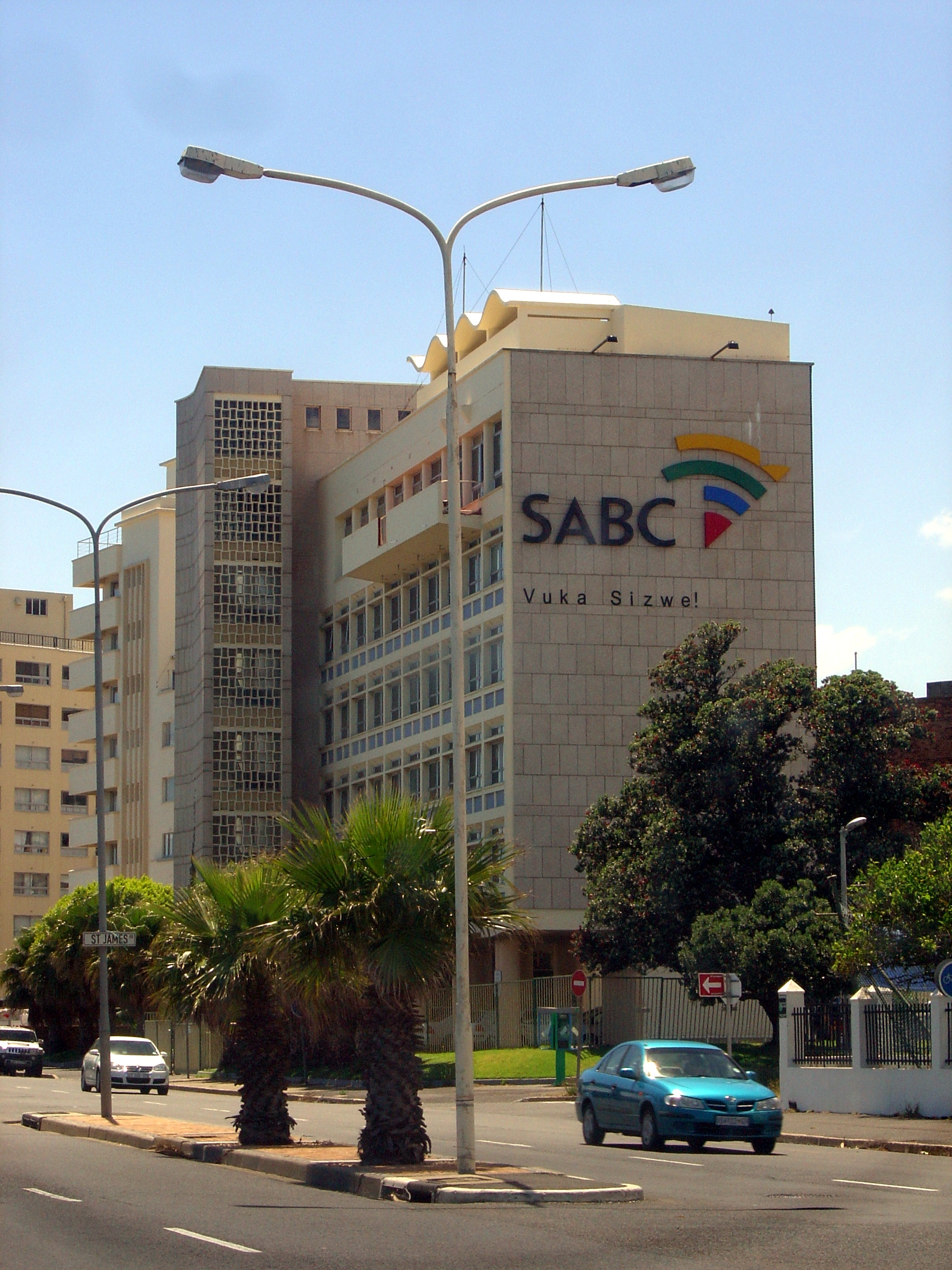
SABC:s kontor i Kapstaden.

Bolaget har beskyllts för att ha varit partiskt för det styrande partiet: under apartheid var det Nationalistpartiet och sedan ANC. Enligt RSF har journalister blivit trakasserade för sina rapporterar om bl.a. korruption och ANC. Dessutom har SABC haft finansiella svårigheter och skandaler kring sina nyckelpersoner.

## Stationer

### Radio
Sammanlagt finns det 21 radiostationer: de har olika teman och fungerar på republikens alla elva officiella språk.
| Station                | Språk            |
| ---------------------- | ---------------- |
| Centenary Radio        | engelska         |
| Umhlebo Wenene FM      | xhosa            |
| Tru FM                 | engelska & xhosa |
| Ukhozi FM              | zulu             |
| Thobela FM             | nordsotho        |
| Radio Sonder Grense    | afrikaans        |
| Radio 2000             | engelska         |
| Phalaphala FM          | venda            |
| Munghana Lonene FM     | tsonga           |
| Metro FM               | engelska         |
| Motsweding FM          | setswana         |
| Lotus FM               | engelska         |
| Ligwalagwala FM        | siswati          |
| Lesedi FM              | sydsotho         |
| IKwekwezi FM           | sydndebele       |
| Good Hope FM           | engelska         |
| Channel Africa         | engelska         |
| 5FM                    | engelska         |
| Sprinbok Radio Digital | engelska         |
| X-K FM                 | !xu & khwe       |

### Television
SABC har fyra TV-kanaler. I dagens läge täcker SABC:s TV-kanaler över 75 % av Sydafrikas invånare: SABC 1 (89 %), SABC 2 (91 %), SABC (77 %).
| TV-kanal  | Språk                                                             | Övrigt           |
| --------- | ----------------------------------------------------------------- | ---------------- |
| SABC News | alla elva officiella språk                                        | 24/7-nyhetskanal |
| SABC 1    | engelska, zulu, xhosa, siswati, sydndebele                        |                  |
| SABC 2    | setswana, nordsotho, sydsotho, engelska, afrikaans, venda, tsonga |                  |
| SABC 3    | engelska, afrikaans                                               |                  |